# Río Diamante
Der Río Diamante ist ein rechter Nebenfluss des Río Desaguadero. Er entspringt in den Anden und fließt in östlicher Richtung.

## Talsperren und Wasserkraftwerke
Flussabwärts gesehen liegen am Diamante die folgenden Talsperren und Wasserkraftwerke:
| Kraftwerk     | Max. Leistung (MW) | Oberfläche (km²) | Volumen (Mio. m³) |
| ------------- | ------------------ | ---------------- | ----------------- |
| Agua del Toro | 150                | 10,85            | 296               |
| Los Reyunos   | 230                | 7,9              | 256               |
| El Tigre      | 14                 | 0,65             | 7,47              |
| Los Coroneles | 6,6                | -                | -                 |